# Enterprise Products
Enterprise Products ist ein US-amerikanischer Pipelinebetreiber. Er wurde 1968 von Dan Duncan (1933–2010) gegründet.
Das Unternehmen betreibt ein Netz von 49.000 Meilen Pipelines in den Vereinigten Staaten. Davon entfallen 33.000 km auf Erdgas, 32.000 km auf Flüssiggas (Natural Gas Liquids), 10.000 km auf Rohöl und knapp 7.000 km auf Produktenleitungen. Zusätzlich werden Kavernenspeicher, Terminals und Anlagen zur Erdgasaufbereitung sowie zur Abtrennung von Flüssiggasen aus nassem Erdgas betrieben.

## Fraktionierungsanlagen
| Anlage                   | Bundesstaat | Anteil | Kapazität Enterprise Products | Gesamtkapazität in MBPD |
| ------------------------ | ----------- | ------ | ----------------------------- | ----------------------- |
| Mont Belvieu (8 Anlagen) | Texas       |        | 572                           | 670                     |
| Shoup & Armstrong        | Texas       | 100 %  | 93                            | 93                      |
| Hobbs                    | Texas       | 100 %  | 75                            | 75                      |
| Norco                    | Louisiana   | 100 %  | 75                            | 75                      |
| Promix                   | Louisiana   | 50,0 % | 73                            | 145                     |
| BRF                      | Louisiana   | 32,2 % | 19                            | 60                      |
| Tebone                   | Louisiana   | 69,1 % | 21                            | 30                      |

Die Tabelle wurde auf Basis von Unternehmensangaben erstellt. In Mont Belvieu werden außerdem eine Butan-Isomerisierungsanlage und ein Propylen-Fraktionator betrieben. Gemeinsam mit ExxonMobil ist Enterprise Products am Baton Rouge Propylene Concentrator beteiligt.

## Geschichte
2014 wurde die Appalachia-to-Texas-Pipeline (ATEX) fertiggestellt, die Gaskondensat (Ethan) aus dem Marcellus Shale nach Mont Belvieu, Texas transportiert. Die Kapazität beträgt 125 MBPD.
2014 erwarb man Marquard & Bahls’ Anteil an Oiltanking Partners und damit Tanklager in Beaumont sowie ein Import/Export-Terminal in Morgan’s Point am Houston Ship Channel.
Enterprise Products ist der größte Lieferant von Natural Gas Liquids in den USA. Das Unternehmen avancierte nach dem Ende des Ölexportverbots zum größten Exporteur von Rohöl aus den USA.